# Shinkichi Tajiri

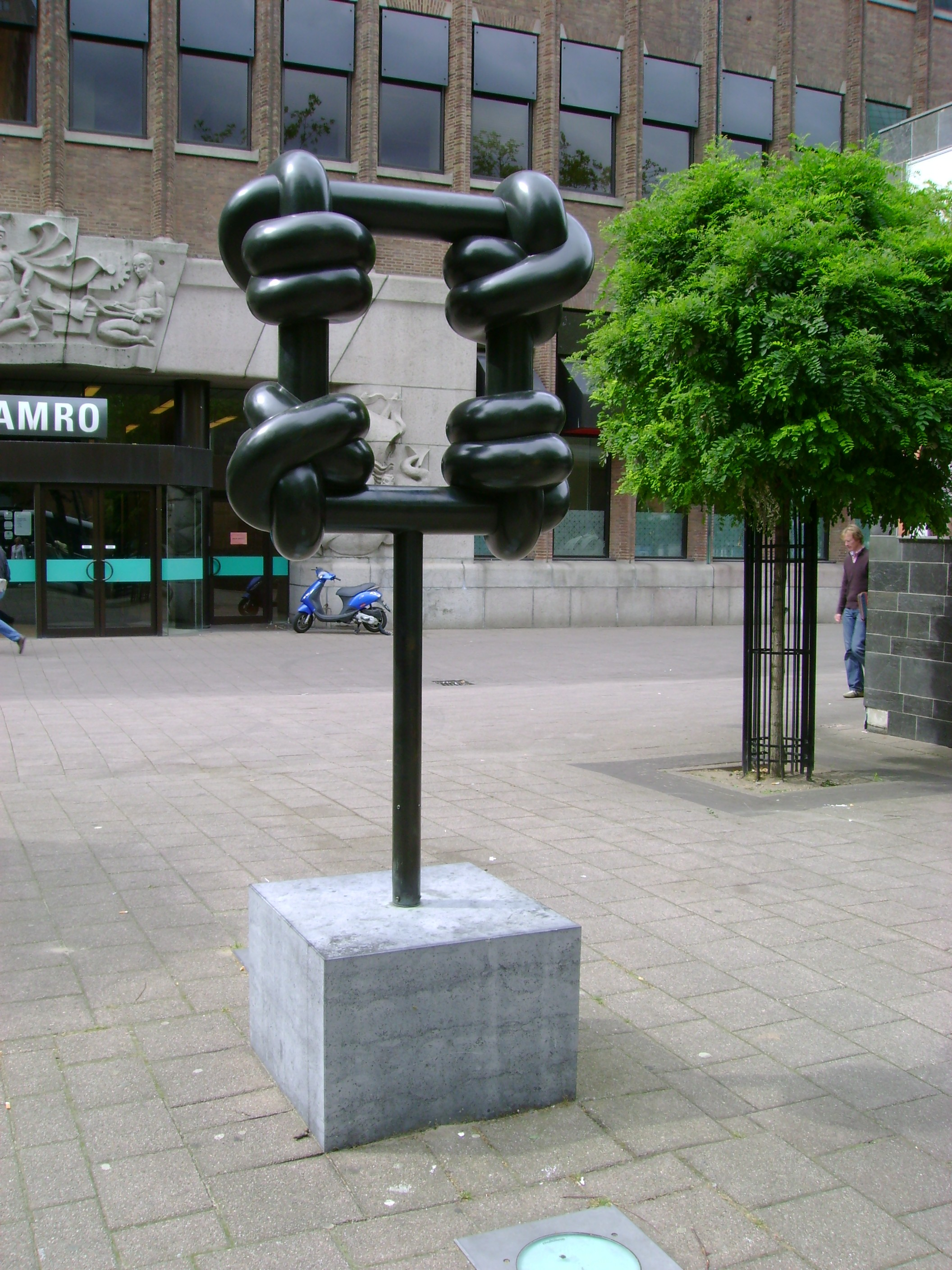
„De Knoop“ (1976), Rotterdam

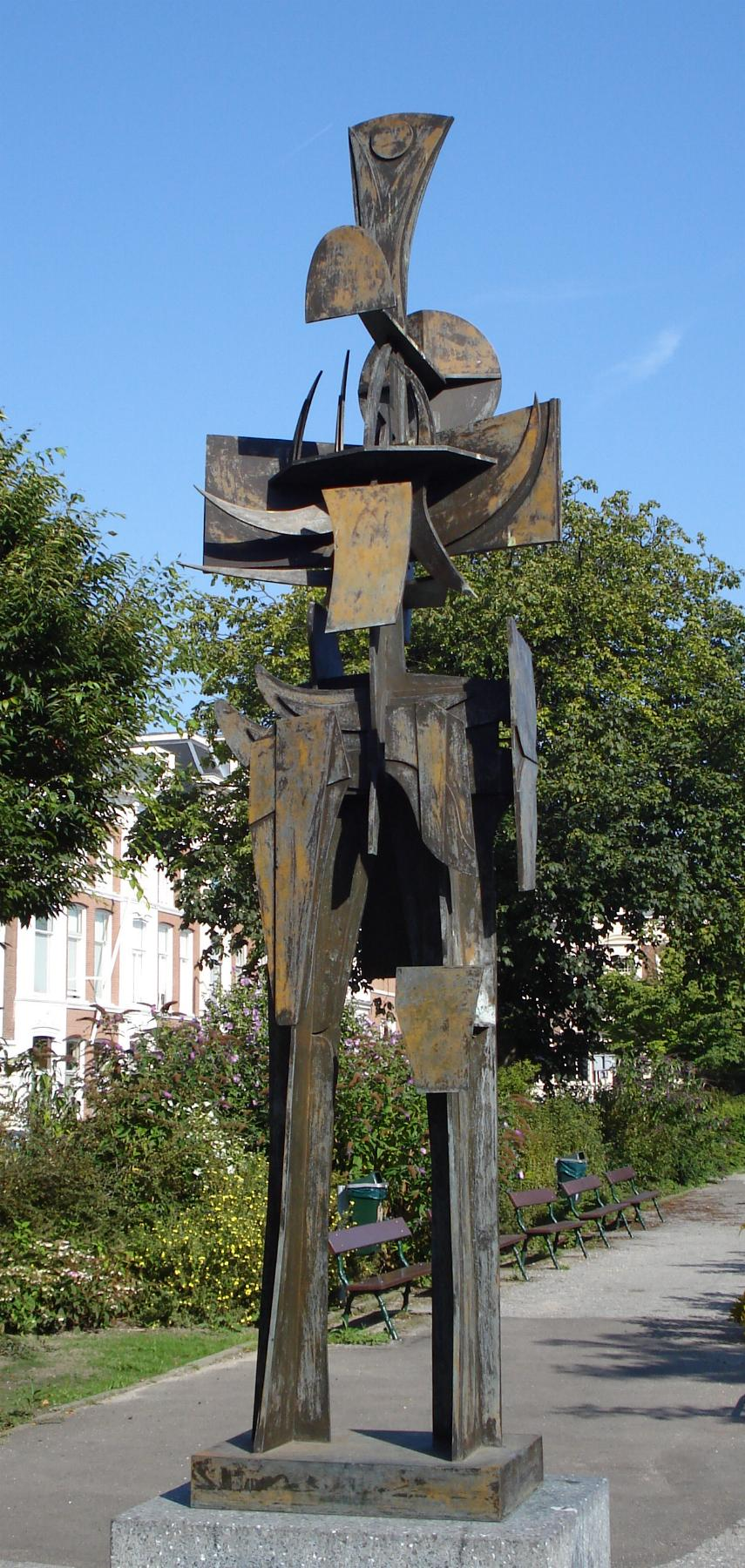
Wachter, Den Haag

Shinkichi Tajiri (* 7. Dezember 1923 in Los Angeles; † 14. März 2009 in Baarlo) lebte in Baarlo bei Venlo, Niederlande, und war ein Niederländisch-US-amerikanischer Maler, Bildhauer und Fotograf japanischer Abstammung.
Tajiri wurde 1923 als Sohn japanischer Eltern in Los Angeles geboren. Nach seiner Internierung infolge des japanischen Überfalls auf Pearl Harbor trat Tajiri in die US-amerikanische Armee ein und kam mit dem militärischen Eingriff der USA in den Zweiten Weltkrieg erstmals nach Europa.
Nach dem Ende des Kriegs studierte er 1947/1948 am Art Institute in Chicago. Danach ging Tajiri nach Paris und lernte dort bei dem Bildhauer Ossip Zadkine und bei dem Maler Fernand Léger. Später begann er gemeinsam mit den Künstlern der Gruppe COBRA auszustellen. Er nahm an der großen
COBRA-Ausstellung 1949 im Stedelijk Museum in Amsterdam teil.
Im Jahr 1956 zog Tajiri nach Amsterdam und lebte und arbeitete dort bis 1962. Dann zog er mit seiner Frau Ferdi und ihren beiden Töchtern nach Maasbree/Baarlo in der Nähe von Venlo in den Niederlanden. In den Niederlanden arbeitete er unter anderem mit den Künstlern Constant, Karel Appel, Lucebert (Maler und Schriftsteller/Lyriker) und Corneille zusammen. Der Garten im Cobra Museum (Amstelveen, Niederlande) wurde von ihm angelegt.
Neben der Bildhauerei und Malerei arbeitete Shinkichi Tajiri auch als Fotograf und Filmemacher. Unter anderem produzierte er 1970 zusammen mit dem dänischen Filmproduzenten Ole Ege den Dokumentarfilm Bodil Joensen – en sommerdag juli 1970 („Bodil Joensen – Ein Sommertag im Juli 1970“) über das Leben der Tierpornodarstellerin Bodil Joensen. Als Fotograf beschäftigte er sich auch mit der Technik der Daguerreotypie. Tajiri war Teilnehmer der documenta II (1959), der documenta III (1964), und auch der 4. documenta im Jahr 1968 in Kassel.
1969 erhielt Tajiri die Berufung auf eine Professur an der Hochschule für Bildende Künste in Berlin. Er war auch Gastdozent am Minneapolis College of Art and Design. Die Académie royale des Sciences, des Lettres et des Beaux-Arts de Belgique in Brüssel nahm ihn im Jahr 2000 als assoziiertes Mitglied auf.
Tajiri beschäftigte sich ständig mit der Weiterentwicklung und dem Experimentieren mit verschiedenen Techniken. In der Fotografie hat er die Daguerreotypie wiederentdeckt. Er hat ein eigenes Offset-Druck-Verfahren namens „X-Press“ entwickelt und begann zuletzt auch mit Computer-Zeichnungen zu experimentieren.